# Romeo × Juliet
Romeo × Juliet (jap. ロミオ×ジュリエット, Romio to Jurietto) ist eine Anime-Fernsehserie von Studio Gonzo aus dem Jahr 2007. Die Handlung basiert auf dem Drama Romeo und Julia von William Shakespeare, spielt aber in einer Fantasy-Welt.

## Handlung
In der schwebenden Stadt Neo Verona herrscht der Großherzog Leontes Montague, der die Herrschaft über die Stadt durch die Ermordung des Herzogs Capulet und dessen Familie übernommen hatte. Romeo ist der Sohn des Großherzogs; als er zufällig auf die junge Juliet trifft, verliebt er sich sofort in sie. Diese ist, ohne dass Romeo das weiß, die einzige überlebende Capulet und kämpft verkleidet als „Roter Wirbelwind“ gegen die Macht des Adels und für die des Volkes. Als ihr 16. Geburtstag näher kommt, erfährt sie immer mehr über ihre Herkunft und will umso mehr für das Volk gegen den Herzog vorgehen.
Sie sammelt ihre Gefolgsleute um sich. Sie werden jedoch während eines geheimen Treffens verraten. Juliet flieht und wird von Tybalt, dem großen Halbbruder Romeos, in ein sicheres Versteck gebracht. Dort will sie aber nicht bleiben und irrt Stunden im Regen herum, bis sie zusammenbricht und von Romeos Mutter Porzia gefunden wird. Diese bringt sie in das Kloster, in das sie floh, als sie merkte, dass ihr Mann ein rücksichtsloser machtgieriger Mörder war. Porzia pflegt Juliet und lässt Romeo rufen. Dieser zeigt Juliet nach ihrer Genesung, dass er für sie einfach alles tun würde.
Nun vereint beschließen die beiden, durchzubrennen. Sie wandern umher wie einfache Leute, finden ein kleines, unbewohntes Dorf, lassen sich dort nieder und „heiraten“, indem sie sich schwören, miteinander durch Himmel und Hölle zu gehen und jede Last zu teilen. So leben sie ein Weilchen glücklich. Als sie eines Tages wieder auf Nahrungs- und Holzsuche gehen, kommen sie in eine verfallene Ruine, in der sich ein riesiger Baum befindet. Juliet spürt eine Verbundenheit mit diesem Baum, weiß aber nicht wieso, und verlässt den Ort. Auf ihrem Rückweg begegnen die beiden einem Wanderer, der ihnen erzählt, das nächste Dorf werde gerade von der Schutzwache des Königs und einigen Soldaten attackiert, um Prinzessin Juliet und den Sohn des Fürsten zu finden.
Mutig stellen sich Romeo und Juliet den Wachen, werden allerdings gefangen genommen und nach Neo Verona zurückgebracht. Juliet soll öffentlich hingerichtet werden, wird davor aber von ihren Freunden und Romeo befreit. Dieser wird wegen des Vergehens und des Verrates an Hof und Vater zur Strafe zu den Minen von Gradisca geschickt, wo er sich bald mit den dort lebenden Leuten zusammenschließt. Nach einem Einsturz der Minen versucht Romeo mit seinen neuen Freunden in einem nahegelegenen Dorf, in dem er mit Juliet früher war, eine Heimat aufzubauen. Jedoch gelingt dies nicht, denn die Saat, die sie anbauen, will nicht reifen, da der Boden unfruchtbar ist.
Juliet und ihr Gefolge planen, mit Hilfe eines Theaterstücks die Bürger davon zu überzeugen, dass Montague ein schlechter Herrscher ist und der Rote Wirbelwind an die Macht kommen soll. Dieses Vorhaben gelingt ihnen, jetzt haben sie die Bevölkerung auf ihrer Seite und ziehen in den Kampf.
Romeo folgt ihr und versucht verzweifelt ein letztes Mal seinen Vater davon zu überzeugen, zu gehen. Dieser jedoch weigert sich und kämpft bis zum bitteren Ende. Er lässt sein Neo Verona, das mittlerweile so wie alles andere auseinanderfällt, verbrennen. Juliet, die nun bis zu ihm vorgedrungen ist, stellt sich der Tatsache in den Weg, dass sie Montague nicht töten will. Sie vergibt ihm und gibt vor, mit ihm ein neues Verona aufbauen zu wollen. In ihrem Innern weiß sie aber, dass sie sich opfern muss, denn Neo Verona und das ganze Land wird von einem riesengroßen Baum getragen. Damit dieser aber überleben kann, braucht er einen neuen Samen, dieser wird immer in einer Capulet-Tochter wiedergeboren, und da bis vor 14 Jahren die Capulets die Herrscherfamilie waren, war dies auch kein Problem. Jedoch hat Montague alle bis auf Juliet töten lassen, somit muss sie sich jetzt opfern, damit ihre Welt erhalten bleibt.
Nach anfänglicher Begriffsstutzigkeit bemerkt auch Romeo, dass Juliet ihn nun am meisten braucht, und folgt ihr tief in den Palast zu dem Baum. Er findet sie und erklärt sich bereit, mit ihr diese Last zu teilen. Sie will aber nicht und beginnt mit Romeo zu kämpfen. Romeo gewinnt diesen Kampf und kann sie jedoch nicht davon abhalten, bis zu dem Baum vorzudringen. Es entbrennt erneut ein Kampf zwischen Romeo, Juliets Freunden und dem Baum Eskarus. Romeo schafft es, bis zur gefangenen Juliet vorzudringen. Von seinen Rufen erwacht Juliet und zerbricht beinahe den Bann des Baumes. Eskarus greift Romeo an und tötet ihn. Dies muss Juliet mitansehen. Nun wird ihr klar, dass das ihr Schicksal war – immer schon. Sie nimmt Romeo in ihre Arme, opfert sich und rettet alle auf der Insel, indem sie mithilfe ihrer Flügel die Insel in das Meer unter ihnen befördert.
An der Stelle, an der sie Arm in Arm gestorben sind, bleibt für alle Ewigkeit ein Denkmal erhalten.
So wie der gute Willi am Ende spricht: „Der Kampf, der Hass, die Traurigkeit, die Schmerzen, doch die Liebe hat gesiegt, denn die höchste Tugend liegt darin, der Liebe und nur der Liebe zu folgen. Denn die Liebe ist der Keim der Schöpfung, das habt ihr beide uns gelehrt“, so wird es immer sein.

## Figuren
Juliet Fiamata Asto Capulet  (ジュリエット, Jurietto)
Juliet sah im Alter von zwei Jahren ihre ganze Familie durch die Hände von Leontes Montague sterben. Das Mädchen wurde gerettet, aber seitdem musste sie als Junge, Odin, getarnt leben, um ihre Sicherheit zu gewährleisten. Als „Roter Wirbelwind“, einem maskierten Helden, kämpft sie gegen die Soldaten des Großherzogs und wird vom Volk gefeiert. Sie liebt Romeo über alles und würde mit ihm und für ihn sterben.
Romeo Pandore Bandou Montague  (ロミオ, Romio)
Romeo ist der Sohn des Mannes, der die Familie Capulet getötet hat. Mit seinem Drachenpferd, Sky, fliegt er stundenlang über der Stadt. Bei diesen Touren über Neo Verona bemerkt er die Ungerechtigkeiten seines Vaters, unter denen die Menschen leiden. Er glaubte, nie die wahre Liebe zu finden, in Juliet jedoch tat er dies. Somit hat er sich entschieden, sie nie wieder loszulassen.
Leontes Montague  (モンタギュー, Montagyū)
Er ist der Vater von Romeo, der die Macht über Neo Verona gewann, indem er alle Capulets töten ließ. Er ist ein grimmiger, grausamer und unbarmherziger Herrscher. Er ist streng zu seinem Sohn, den er für verweichlicht hält. Er tötete Tito, einen aristokratischen Verwandten der Montagues. Dessen Sohn Mercutio ist ihm aber weiter treu ergeben. Er hatte Anst davor, sein Herz zu öffnen, da er befürchtete, verletzt zu werden und eine neu gewonnene Liebe vielleicht zu verlieren.
Tybalt  (ティボルト, Tiboruto)
Tybalt erschien als erstes als eine geheimnisvolle Figur, stellte sich dann als der Sohn von Montague und Capulet heraus. Er hasst seinen Vater, da dieser seine Mutter erst verführt und dann verlassen hat. Er ist ähnlich wie Montague und hat keine Skrupel.
Cordelia  (コーディリア, Kōdiria)
Sie ist Juliets Freundin aus Kindertagen und gibt ihr Unterstützung und Hilfe bei den schwierigsten Entscheidungen. Sie hat auch den Tod von Julias Eltern miterlebt. Bis zum 16. Geburtstag von Juliet war Cordelia die einzige Person, die je Juliets Haar gesehen hatte.
Antonio  (アントニオ)
Der kleine Junge lebt mit Cordelia und Juliet. Odin hält er zunächst für seinen besten Freund, weil er nicht weiß, dass dieser eigentlich ein Mädchen ist. Als er die Wahrheit über Juliet entdeckt, ist er schockiert, aber auch weiterhin da, um das Mädchen zu verteidigen und sie zu lieben wie einen Freund.
Conrad  (コンラッド, Konraddo)
Conrad ist der Großvater von Antonio. Es rettete Juliet Capulet 14 Jahre zuvor. Er ist sehr darum besorgt, dass die Wachen des Großherzogs das Mädchen entdecken könnten.
Mercutio  (マキューシオ, Makyūshio)
Er ist der Neffe des Großherzogs von Neo Verona, Romeos Vetter und Sohn einer der vornehmsten Aristokraten der Stadt, die dann von seinem eigenen Onkel getötet werden. Er hat immer eine grenzenlose Bewunderung für Montague demonstriert und sein Ziel ist es, sein Erbe zu werden, der nächste Großherzog von Neo Verona.

## Produktion und Veröffentlichung
Die Serie wurde 2007 unter der Regie von Fumitoshi Oizaki bei Studio Gonzo produziert. Die Idee stammt von Gonzo und SKY Perfect Well Think, während das Serien-Konzept dann von Reiko Yoshida ausgearbeitet wurde. Hiroki Harada entwarf das Charakterdesign und die künstlerische Leitung übernahm Masami Saito. Als Produzent war Tōyō Ikeda verantwortlich.
Der Anime wurde vom 5. April bis zum 27. September 2007 nach Mitternacht (und damit am vorigen Fernsehtag) von CBC in Japan ausgestrahlt, es folgten Ausstrahlungen bei KBS Kyōto, Sun TV und TBS. Eine englische Übersetzung wurde in Indien gesendet und in Australien und im Vereinigten Königreich veröffentlicht, im italienischen Fernsehen wurde die Serie mehrfach gezeigt. OVA Films brachte den Anime 2008 auf Deutsch auf DVD heraus.

### Synchronisation
Die deutsche Fassung entstand bei der Firma MME in Berlin unter der Dialogregie von Stefan Kaiser.
| Rolle          | japanischer Sprecher (Seiyū) | deutscher Sprecher |
| -------------- | ---------------------------- | ------------------ |
| Juliet Capulet | Fumie Mizusawa               | Julia Stoepel      |
| Romeo Montague | Takahiro Mizushima           | Konrad Bösherz     |
| Portia         | Aya Hisakawa                 | Schaukje Könning   |
| Emilia         | Ayako Kawasumi               | Wicki Kalaitzi     |
| Conrad         | Katsuhisa Hōki               | Kaspar Eichel      |
| Tybalt         | Ryōtarō Okiayu               | Martin Kautz       |
| Duce Montague  | Kōji Ishii                   | Jörg Hengstler     |
| William        | Kazuhiko Inoue               | Christian Gaul     |
| Ophelia        | Junko Iwao                   | Ursula Hugo        |
| Curio          | Kōsuke Toriumi               | Sebastian Schulz   |

### Musik
Die Musik der Serie wurde komponiert von Hitoshi Sakimoto, Tonregie führte Tomohiro Yoshida. Für den Vorspann verwendete man das Lied Inori – You Raise Me Up (祈り〜You Raise Me Up) von Lena Park, ein Cover des Popsongs You Raise Me Up von Secret Garden und die beiden Abspanne wurden unterlegt mit den Titeln Cyclone (サイクロン, Saikuron) von 12012 und Good bye, yesterday von Mizrock. Außerdem kommt in der Serie das Lied You Raise Me Up von Lena Park vor.

## Adaptionen

### Manga
Ab Ausgabe 5/2007 vom 24. März 2007 erschien im Magazin Monthly Asuka DX des Verlags Kadokawa Shoten eine Manga-Adaption der Serie. Der Manga wurde gezeichnet von COM. Er erschien am 25. August 2007 und am 26. Januar 2008 auch in zwei Sammelbänden. Yen Press brachte eine englische Übersetzung heraus, Kadokawa Media eine chinesische in Taiwan.

### Roman
Am 1. September 2007 erschien zudem die Light Novel Romeo × Juliet: Akaki Unmei no Deai (Romeo×Juliet 赤き運命の出逢い). Diese wurde geschrieben von Hitomi Amamiya und enthält Illustrationen von COM. Der Roman erschien beim Imprint Kadokawa Beans Bunko.